# Choralies
Les Choralies sont une rencontre de chant choral réunissant entre 3000 et 5 000 choristes et musiciens, amateurs et professionnels, organisée tous les trois ans par l'association À Cœur Joie, propriétaire de l'appellation Choralies. La première édition eut lieu en 1953, la vingt-cinquième en août 2025.
Ces rencontres, qui fonctionnent en grande partie grâce au bénévolat, durent neuf jours et ont lieu à Vaison-la-Romaine, dans le département français de Vaucluse en région Provence-Alpes-Côte d'Azur.
De 1978 à 2011 a existé aussi une version pour enfants et adolescents des Choralies : les Cantilies, également tous les trois ans, mais dans des villes différentes. Depuis 2016, les Choralies sont ouvertes aux enfants.

## Ateliers

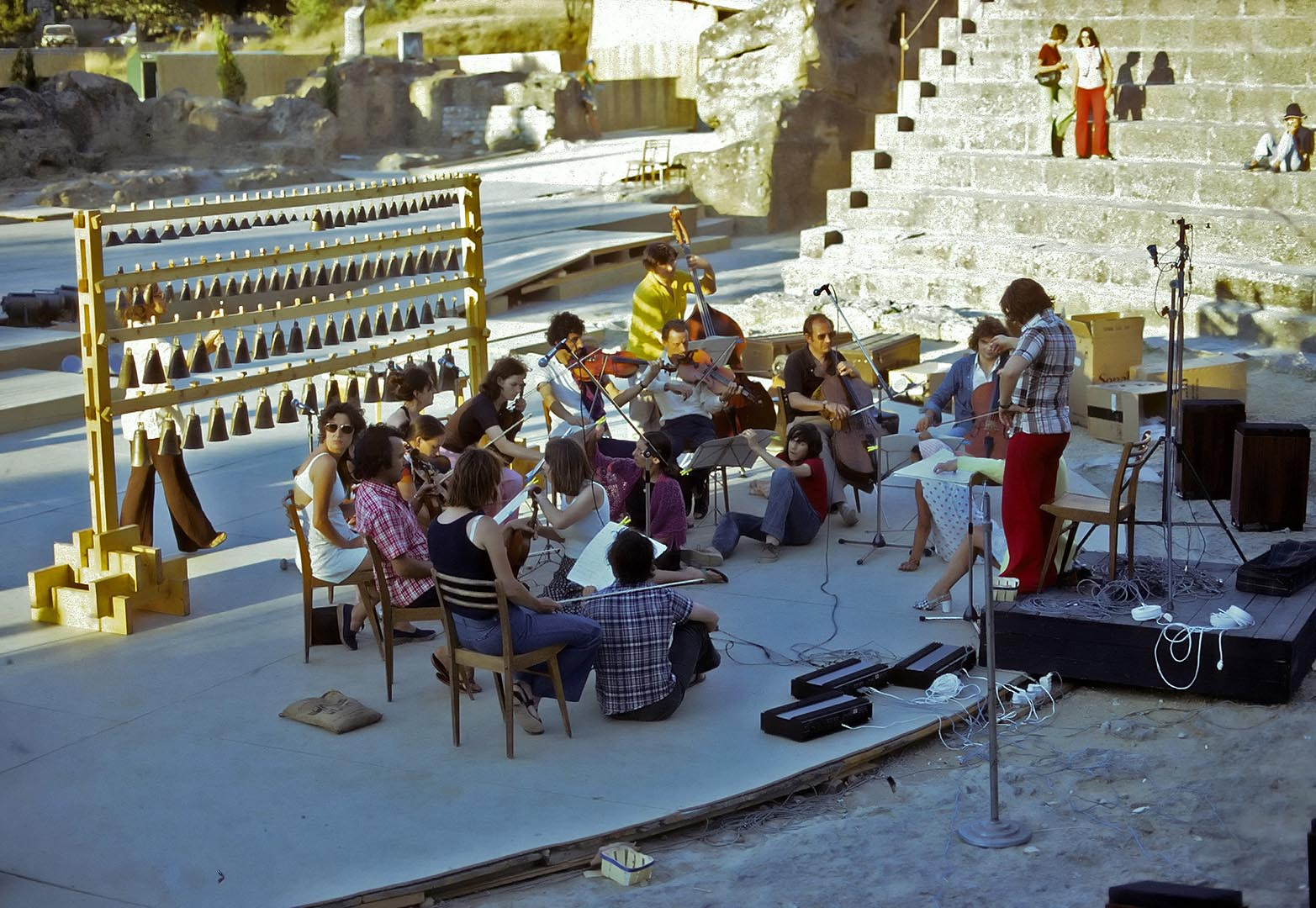
Atelier musical

Les participants s'inscrivent à un atelier et répètent chaque matin une grande œuvre qui sera donnée en concert au cours de ces rencontres. Une quarantaine d'ateliers sont proposés, allant du jazz à Mozart en passant par la musique cubaine ou la polyphonie de la Renaissance.
Les ateliers, toujours différents d'une édition à l'autre, sont dirigés par des chefs de chœurs professionnels et souvent de renommée internationale.

## Concerts de chœurs participants

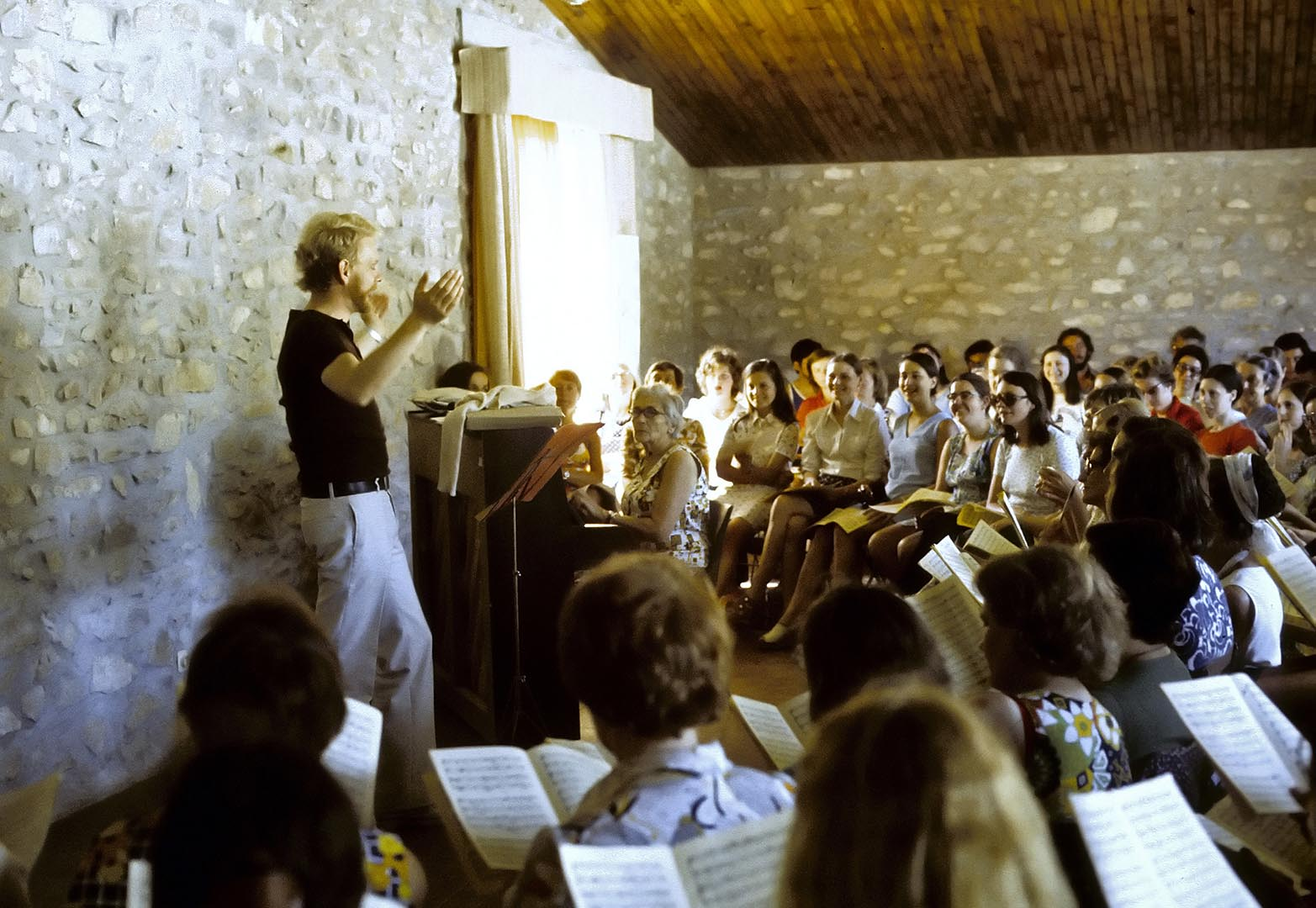
Répétition d'un chœur
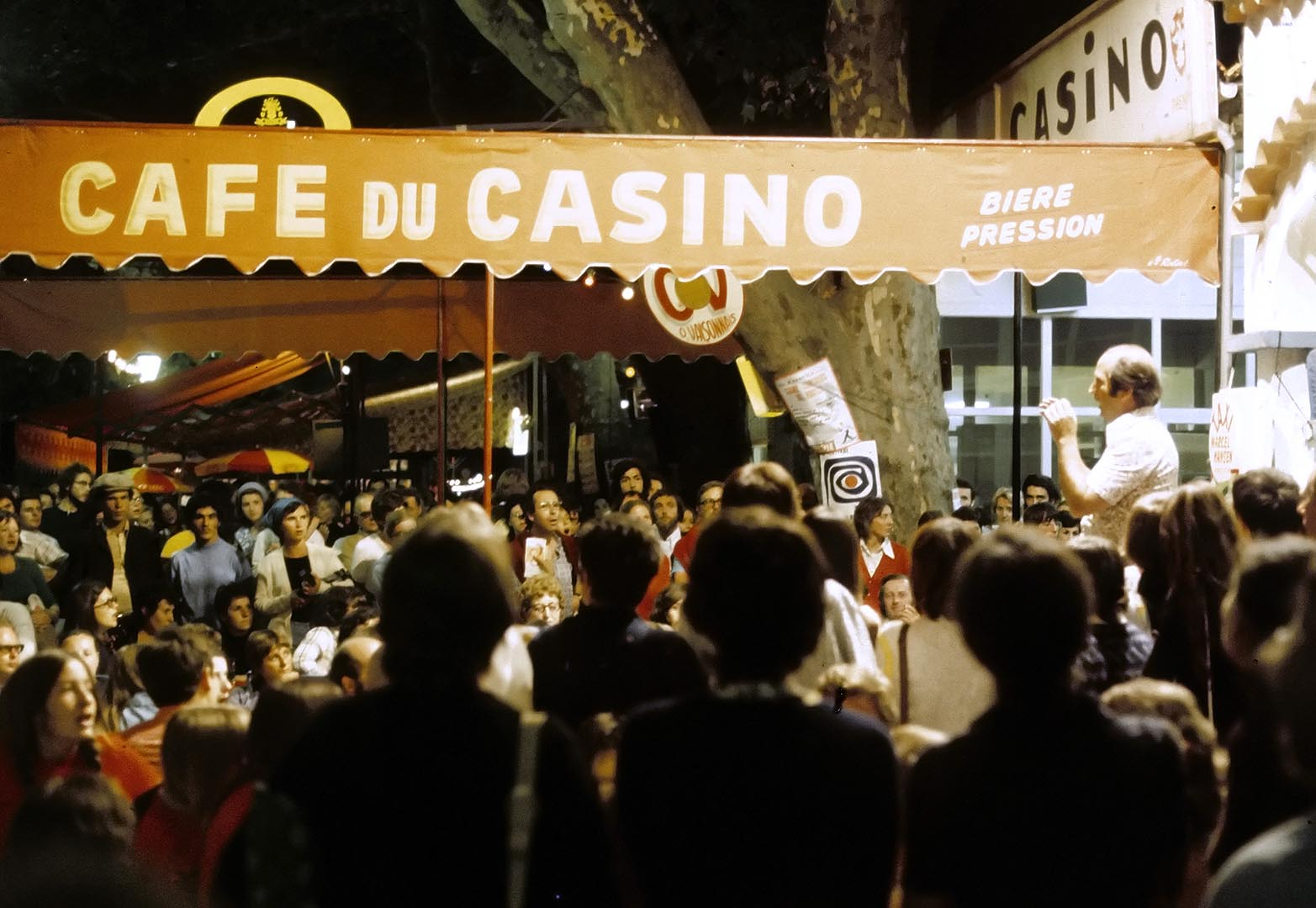
Prestation d'une chorale sur la place Montfort

Les chœurs, amateurs ou professionnels ont la possibilité de venir en « chœur constitué » et de donner un ou plusieurs concerts à Vaison ou dans les environs.

## Concerts de chœurs invités
Des chœurs ou des orchestres professionnels sont invités pour donner des concerts en soirée au théâtre antique de Vaison.

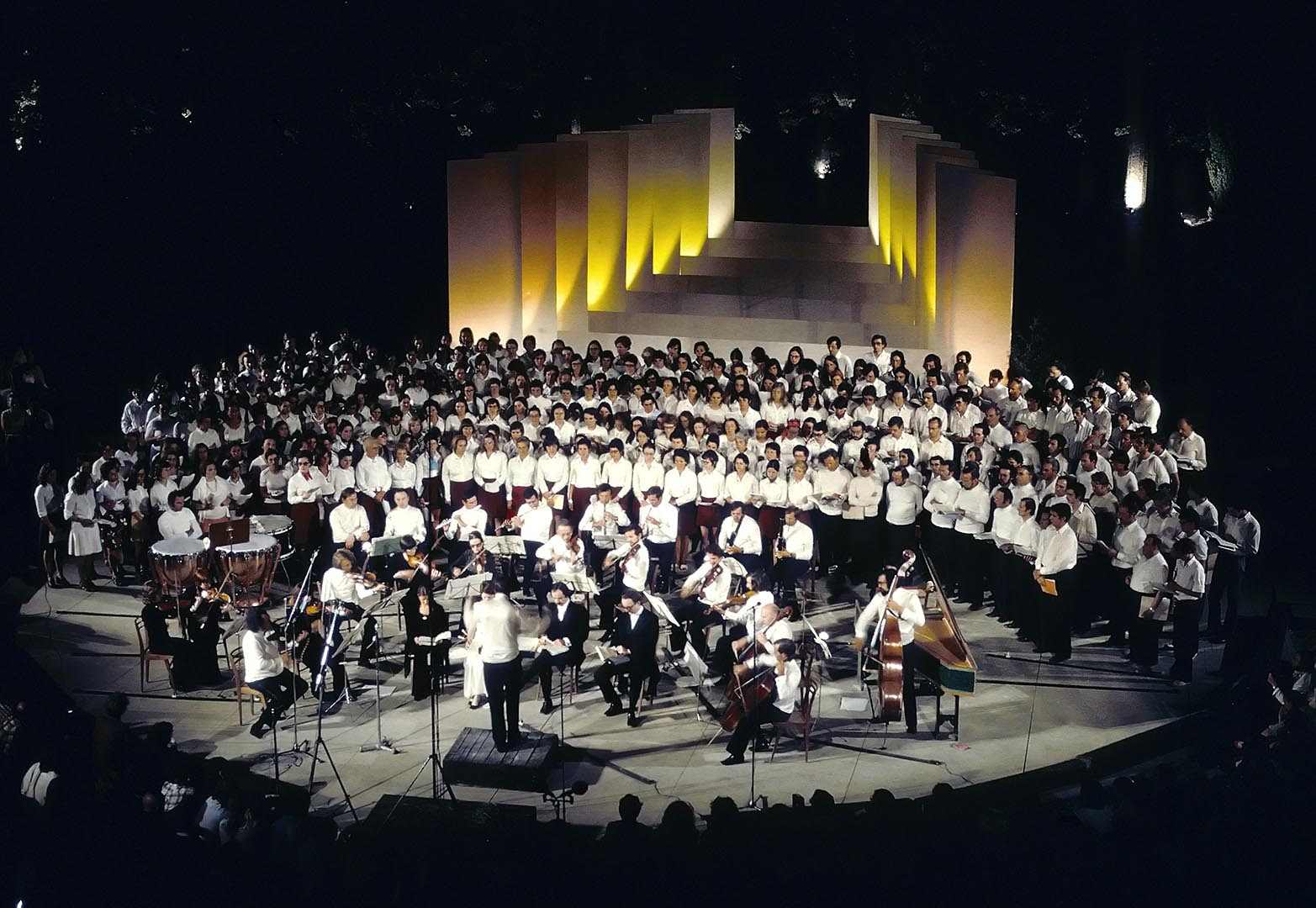
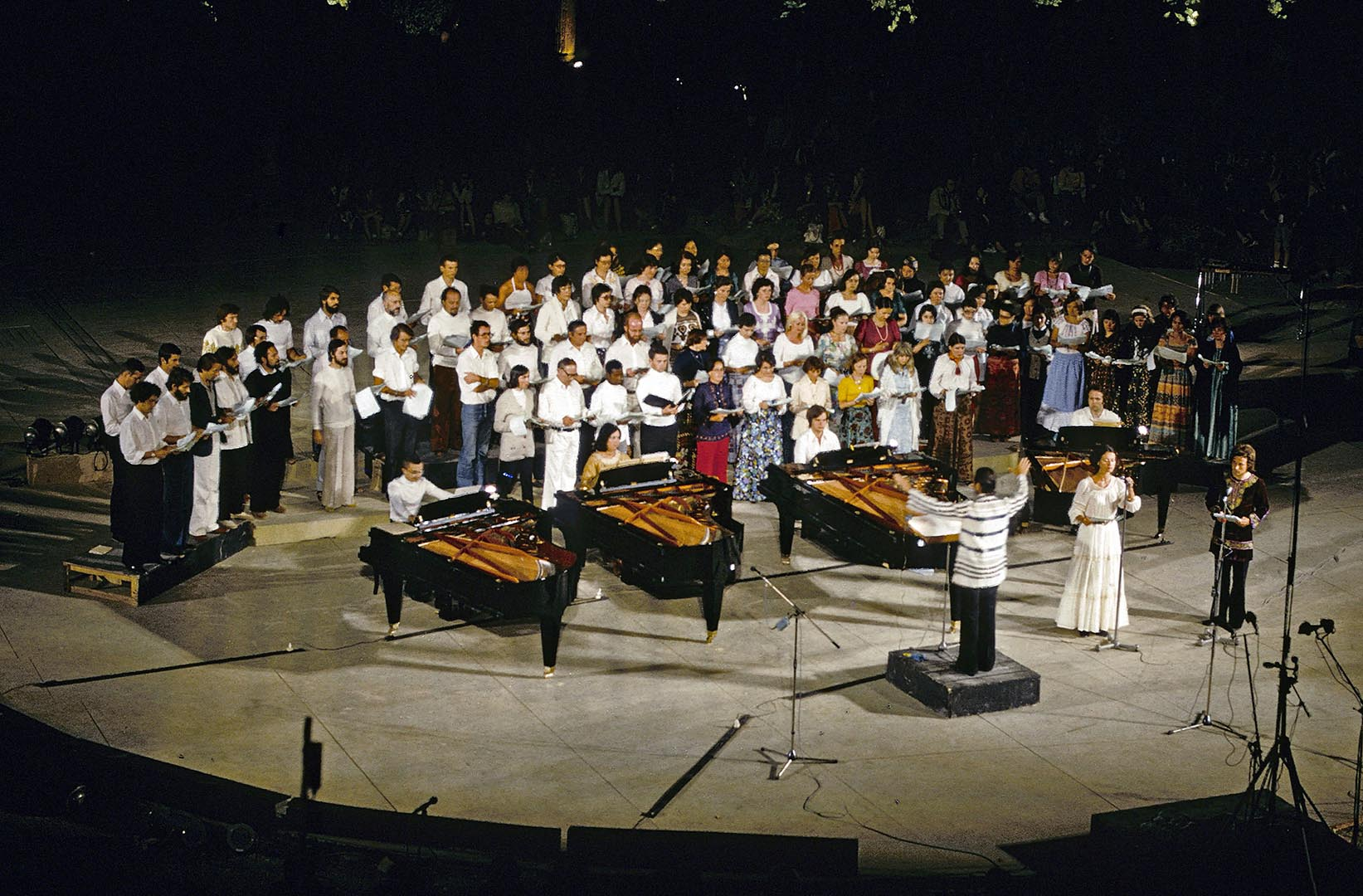

## Chant commun

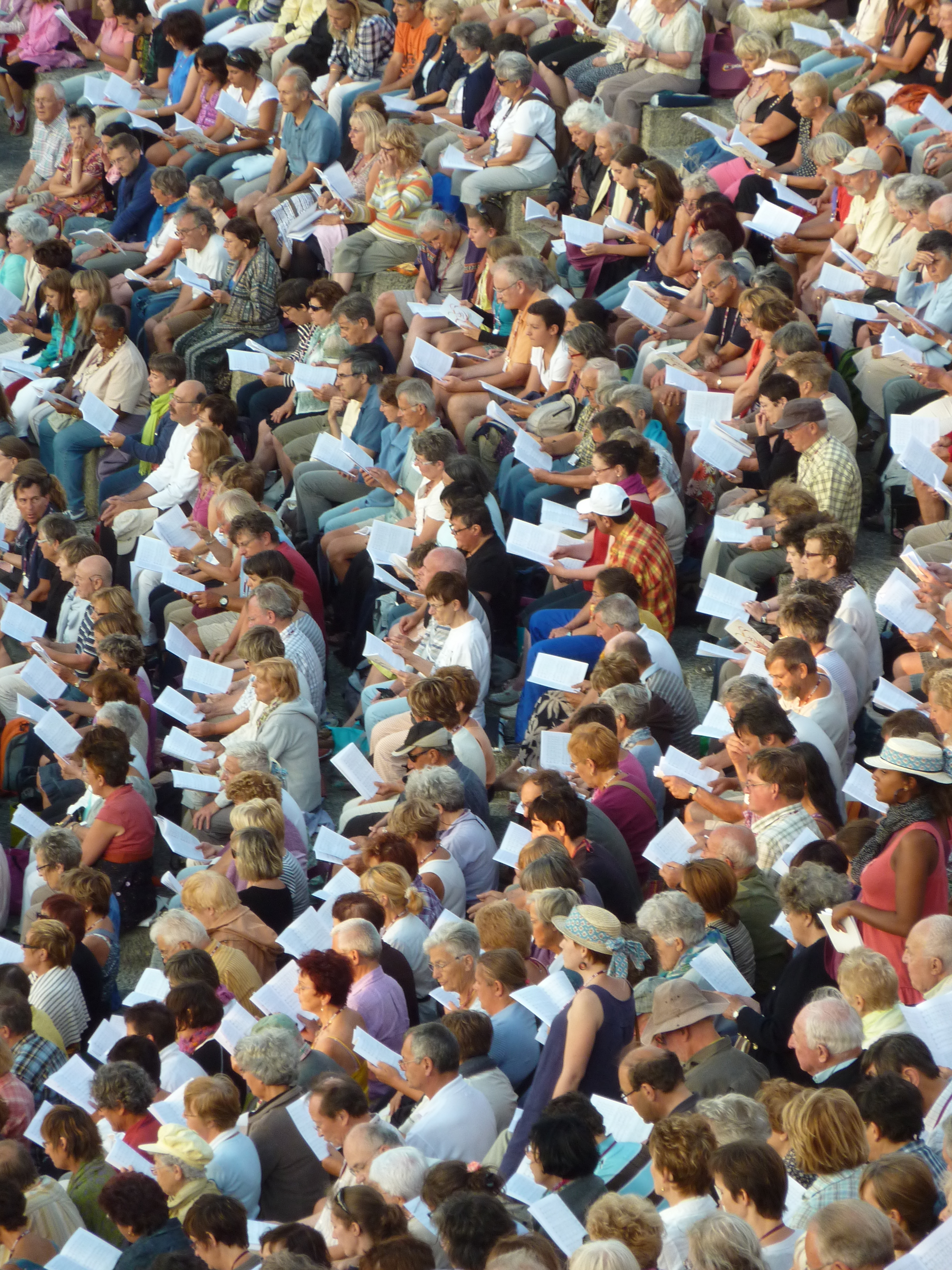
Chant commun au théâtre antique en 2010

Chaque soir, avant le concert au théâtre a lieu une séance de chant commun où jusqu'à 5 000 participants chantent ensemble des pièces du répertoire commun d'À Cœur Joie.